# Церква Святого Великомученика Димитрія Солунського (Старі Петликівці)
Церква Святого Великомученика Димитрія Солунського в Старих Петликівцях — парафія і храм Бучацького благочиння Тернопільської єпархії Православної церкви України в селі Старі Петликівці Чортківського району Тернопільської области.

## Історія церкви
У 1876 році був збудований храм, де проводилися богослужіння до 1944 року.
У радянські часи храм був пошкоджений, а дзвони зняли і вивезли. Проте люди заховали частину церковного начиння (фелони, кадильницю, Євангеліє, чаші), а один дзвін закопали.
У 1989 році стараннями жителів села, особливо Василя Неділенька та Василя Осадци, храм відновили. За служіння о. Василія Марчишака майстри з Києва виготовили та встановили новий позолочений іконостас. У 1995 році храм розписав бучацький художник Поморський.
У 1941—1942 роках біля школи насипали символічну могилу Січовим Стрільцям, яку освятив священник Жарій.
Неподалік могили встановлено кам'яний хрест на честь скасування панщини, фундатором якого був житель села Купріль. Цей хрест і могила були зруйновані за радянських часів, але влітку 1993 року їх відновили та освятив священник Василь Марчишак.
Також відреставровано та освячено могилу, де поховано шість вояків УПА.

## Парохи
- о. Василій Марчишак (1990—1998),
- о. Роман Марчишак (з 1998).